# Mesagrion leucorrhinum
Mesagrion leucorrhinum é uma espécie de libelinha da família Megapodagrionidae.
É endémica de Colômbia.
Os seus habitats naturais são: regiões subtropicais ou tropicais húmidas de alta altitude e rios.
Está ameaçada por perda de habitat.